# 阿兰·斯特西
阿兰·斯特西（英語：1933年8月29日—1960年6月19日）是一名英国赛车手。他17岁时因一场摩托车事故而截肢，後來装上義肢参加比赛。 他代表蓮花車隊參加F1賽事，不過他沒有拿過任何積分。

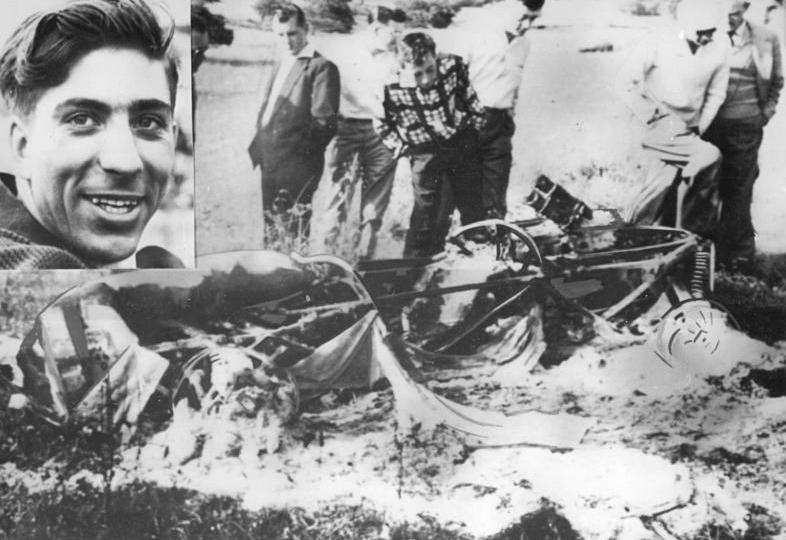
阿兰·斯特西的賽車在1960年比利时大奖赛上起火，照片為其赛车残骸。左上圖为阿兰·斯特西赛前的照片。

1960年比利时大奖赛期間，他在開到第25圈時被鸟撞到脸，   隨後他的賽車冲出道路。他本人最終身亡 。